# Площа П'ять Кутів
П'ять Кутів — головна площа Мурманська. З 1977 до 21 грудня 1990 носила назву «площа Радянської Конституції».
Назву «П'ять Кутів» площа отримала завдяки п'яти дорігам, які на неї виходили (в даний час збереглися лише чотири).
На площі знаходяться будівля Мурманської обласної Думи (раніше управління «Сєвриба»), Будинок Культури ім. Кірова, Головпоштамт, готелі «Арктика» і «Меридіан», універмаг «Хвиля». До середини 1980-х років на площі залишалися двоповерхові дерев'яні будинки — останній з них був знесений після закінчення будівництва готелю «Арктика».

## Будівлі
- Готель «Арктика»
- Готель «Меридіан»
- Універмаг «Хвиля»
- Палац культури і техніки ім. С. М. Кірова

## Вулиці, які утворюють площу
- проспект Леніна
- вулиця Воровського
- Ленінградська вулиця

## Галерея

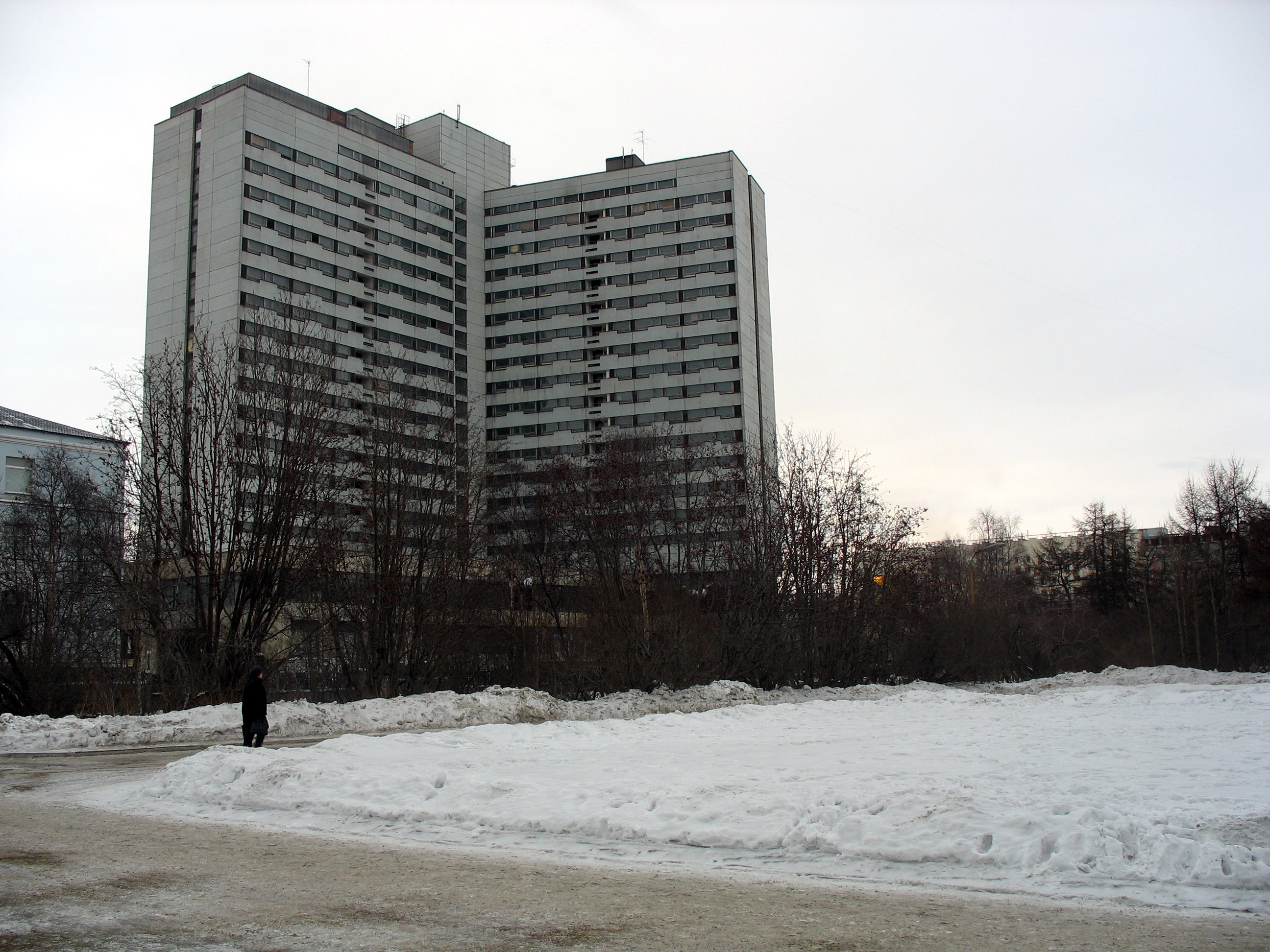
Готель «Арктика»
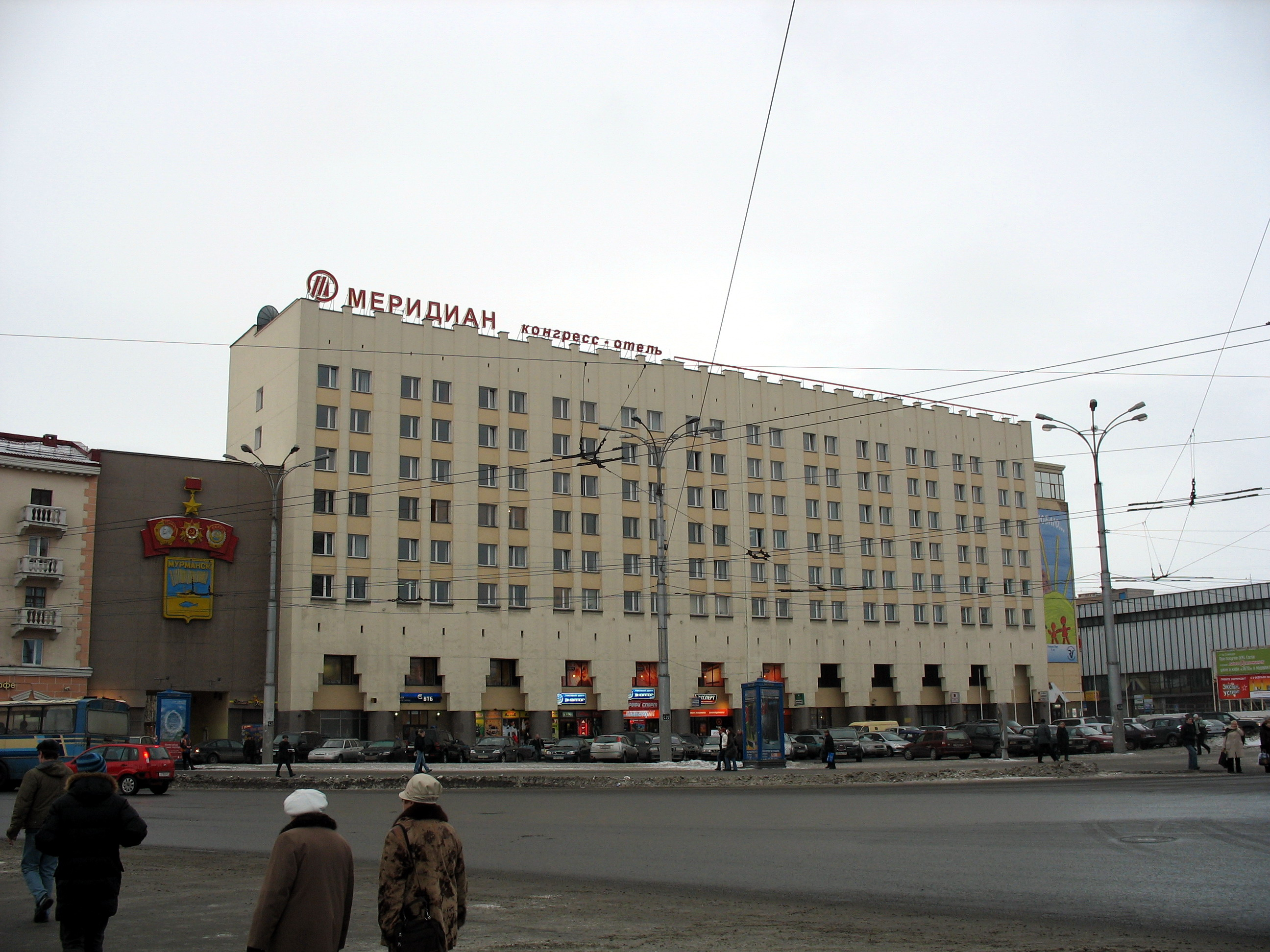
Готель «Меридіан»
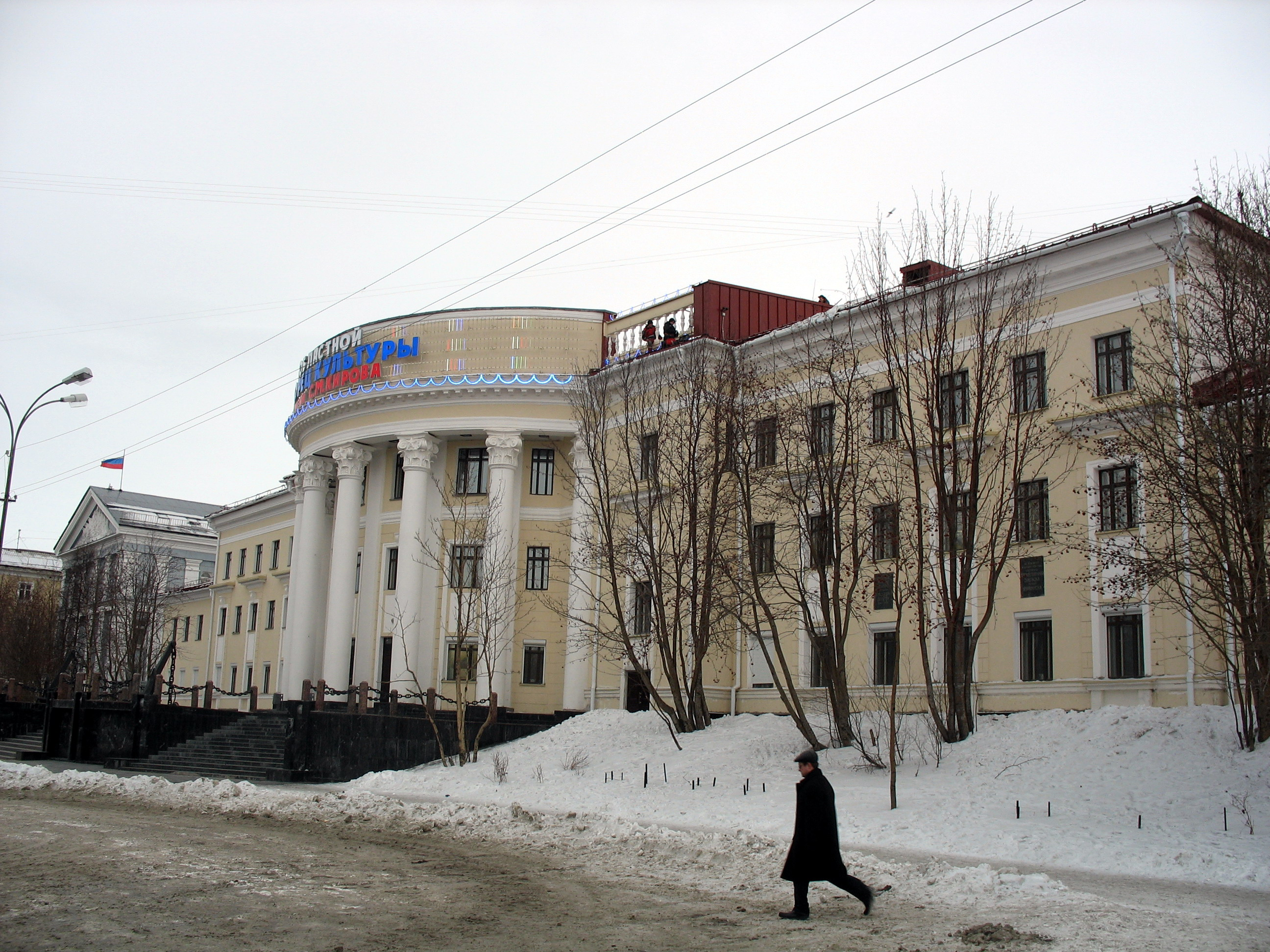
БК ім. Кірова
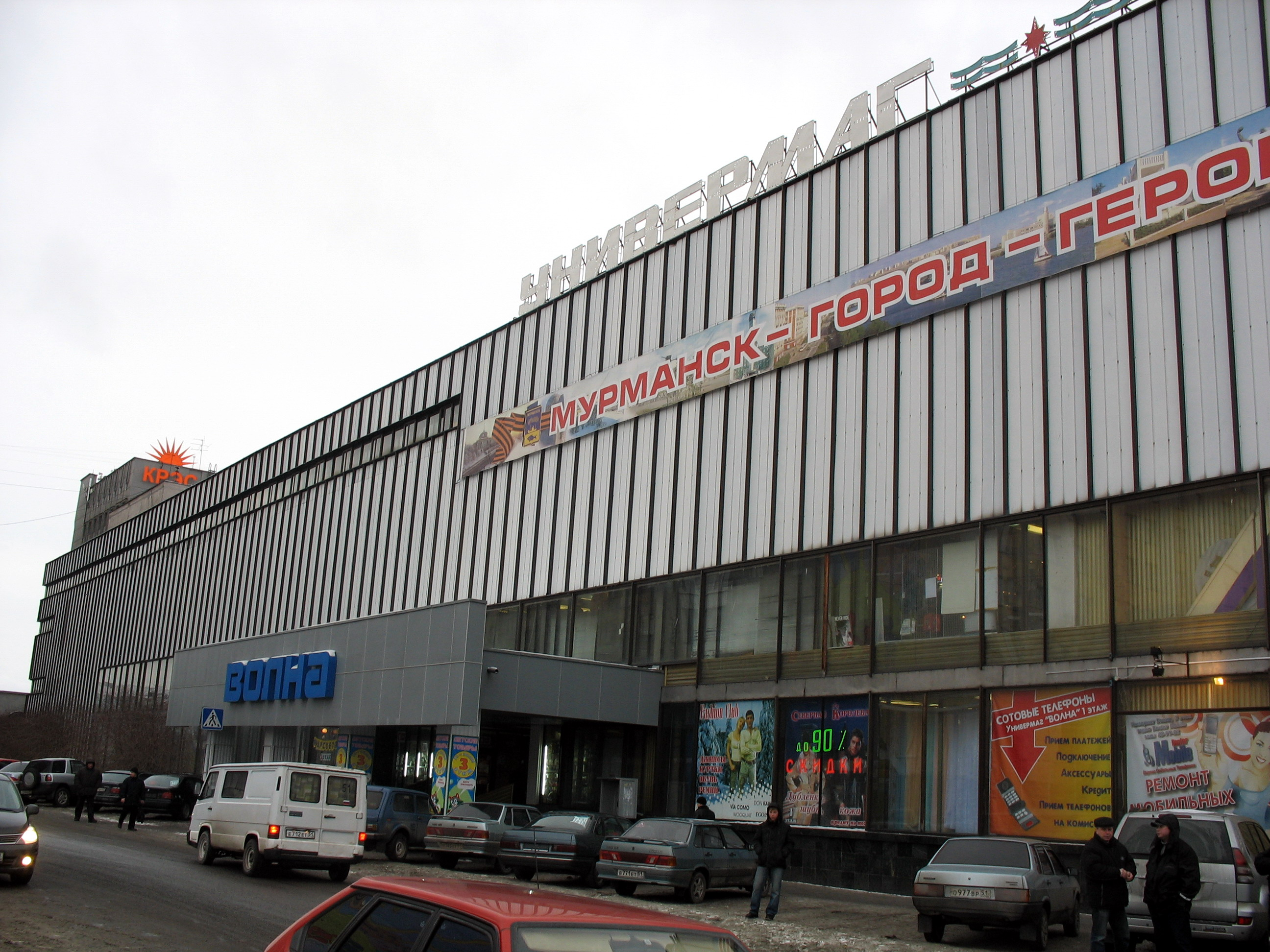
Універмаг «Хвиля»